# Numero di Rayo
Il numero di Rayo è un numero grande che prende il nome dal matematico messicano Agustín Rayo, il quale ha scoperto e dimostrato questo numero, durante una sorta di duello per la ricerca del numero più grande al MIT del 26 gennaio 2007.

## Definizione
La definizione del numero di Rayo:
{\displaystyle Rayo(10^{100})BC}
In particolare, una versione iniziale della definizione, che è stata successivamente chiarita, affermava: "Il numero più piccolo più grande di qualsiasi numero che può essere nominato da un'espressione nel linguaggio della teoria degli insiemi del primo ordine con meno di un googol (10 100)"
La definizione formale del numero utilizza la seguente formula del secondo ordine, dove [φ] è una formula codificata da Gödel e "s" è un'assegnazione variabile:
Per tutti R {
{per qualsiasi (codifica) formula [ψ] e ogni variabile assegnata t
(R([ψ],t) ↔
(([ψ] = "xi ∈ xj" ∧ t(xi) ∈ t(xj)) ∨
([ψ] = "xi = xj" ∧ t(xi) = t(xj)) ∨
([ψ] = "(∼θ)" ∧ ∼R([θ],t)) ∨
([ψ] = "(θ∧ξ)" ∧ R([θ],t) ∧ R([ξ],t)) ∨
([ψ] = "∃xi (θ)" e per alcune xi-variant t' of t, R([θ],t'))
)}   →
R([φ],s)}
Data questa formula, il numero di Rayo è definito come: